# Liz Pichon

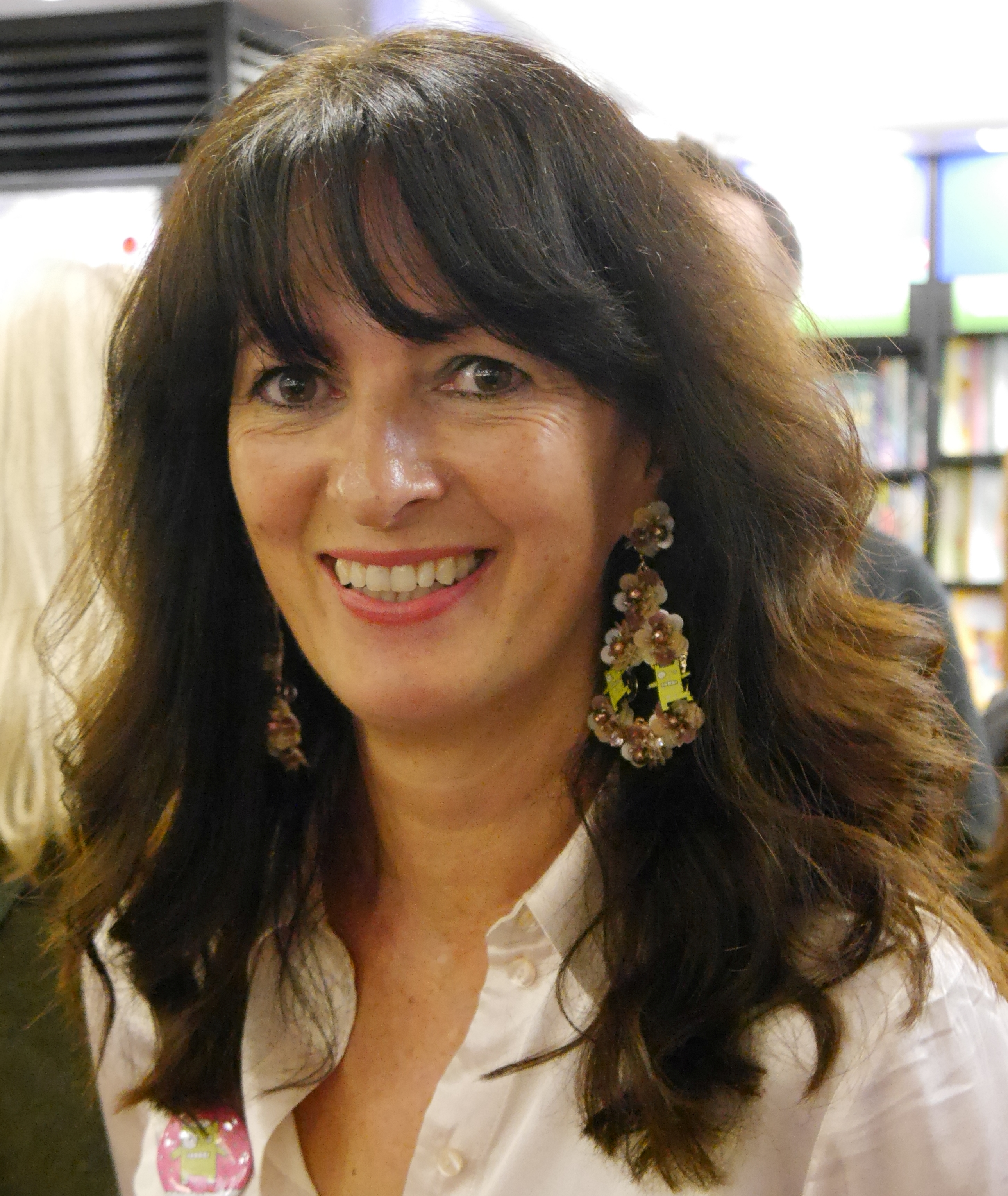
Pichon en Waterstones (Piccadilly, Londres, diciembre de 2018).

Liz Pichon (Londres, 16 de agosto de 1963) es una ilustradora y escritora de libros infantiles de Gran Bretaña. Vive en Brighton.
Estudió diseño gráfico en la Camberwell School of Art de Londres. Trabajó como directora artística en la productora musical Jive Records. Más tarde comenzó a trabajar como ilustradora freelance de cuentos infantiles, y luego como escritora de sus propios cuentos. Es muy fan de los libros "Tom Gates".

## Obra
Su mayor éxito se debe a la serie dedicada al personaje Tom Gates, orientada a niños de todas las edades, que incluye los libros:
- 2011: El genial mundo de Tom Gates. Traducida al español por Daniel Cortés Coronas. ISBN 9788421686553.
- 2012: Tom Gates. Excusas perfectas y otras cosillas geniales. Traducida al español por Daniel Cortés Coronas. ISBN 9788421687659.
- 2012: Tom Gates. Festival de genialidades (más o menos). Traducida al español por Daniel Cortés Coronas. ISBN 9788421688144.
- 2013: Tom Gates. Ideas (casi) geniales. Traducida al español por Daniel Cortés Coronas. ISBN 9788421699867.
- 2013: Tom Gates. Todo es genial (y bestial). Traducida al español por Daniel Cortés Coronas. ISBN 9788421678664.

También hay más libros de esta serie pero son muchos y no caben.
Ha recibido los siguientes premios:  
- 1999: National Parenting Publications Award (EE. UU.) por Twilight Rhymes Moonlight Verse.
- 2004: Medalla de plata Nestlé Smarties Book Prizes (0-5 años) por My Big Brother Boris (Mi gran hermano Boris).
- 2008: Finalista de los premios The Red House Book Award y The Stockport Book Awards por The Three Horrid Little Pigs And The Big Friendly Wolf.
- 2011: Roald Dahl Funny Prize (7-14 años) por El genial mundo de Tom Gates.
- 2012: Red House Children's Book Award (Younger Readers) por El genial mundo de Tom Gates.
- 2012: Waterstone's Children's Book_Prize (Ficción 5-12) por El genial mundo de Tom Gates.
- 2013: Blue Peter Book Awards por Tom Gates: Ideas (casi) geniales.